# Israël Rokah
 (mai 2024).
La mise en forme du texte ne suit pas les recommandations de Wikipédia : il faut le « wikifier ».
Les points d'amélioration suivants sont les cas les plus fréquents. Le détail des points à revoir est peut-être précisé sur la page de discussion.
- Les titres sont pré-formatés par le logiciel. Ils ne sont ni en capitales, ni en gras.
- Le texte ne doit pas être écrit en capitales (les noms de famille non plus), ni en gras, ni en italique, ni en « petit »…
- Le gras n'est utilisé que pour surligner le titre de l'article dans l'introduction, une seule fois.
- L'italique est rarement utilisé : mots en langue étrangère, titres d'œuvres, noms de bateaux, etc.
- Les citations ne sont pas en italique mais en corps de texte normal. Elles sont entourées par des guillemets français : « et ».
- Les listes à puces sont à éviter, des paragraphes rédigés étant largement préférés. Les tableaux sont à réserver à la présentation de données structurées (résultats, etc.).
- Les appels de note de bas de page (petits chiffres en exposant, introduits par l'outil «  Source ») sont à placer entre la fin de phrase et le point final[comme ça].
- Les liens internes (vers d'autres articles de Wikipédia) sont à choisir avec parcimonie. Créez des liens vers des articles approfondissant le sujet. Les termes génériques sans rapport avec le sujet sont à éviter, ainsi que les répétitions de liens vers un même terme.
- Les liens externes sont à placer uniquement dans une section « Liens externes », à la fin de l'article. Ces liens sont à choisir avec parcimonie suivant les règles définies. Si un lien sert de source à l'article, son insertion dans le texte est à faire par les notes de bas de page.
- La présentation des références doit suivre les conventions bibliographiques. Il est recommandé d'utiliser les modèles {{Ouvrage}}, {{Chapitre}}, {{Article}}, {{Lien web}} et/ou {{Bibliographie}}. Le mode d'édition visuel peut mettre en forme automatiquement les références.
- Insérer une infobox (cadre d'informations à droite) n'est pas obligatoire pour parachever la mise en page.

Pour une aide détaillée, merci de consulter Aide:Wikification.
Si vous pensez que ces points ont été résolus, vous pouvez retirer ce bandeau et améliorer la mise en forme d'un autre article.
Israël Rokah ou Rokach, membre de l’ordre de l'Empire britannique (en hébreu : ישראל רוקח), né le 31 décembre 1896 et mort le 13 septembre 1959, est une personnalité politique israélienne, député à la Knesset et quatrième maire de Tel Aviv du 15 novembre 1936 au 13 avril 1953.

## Biographie
Israël Rokah est né en 1896 à Neve Tzedek, alors partie de Jaffa. Sa mère est Rachel Rokah (née en 1863) et son père, Shimon Rokah (né en 1863), est un journaliste et l’un des fondateurs du quartier. Son grand-père, Yisrael Bak, était imprimeur en hébreu. Il suit les cours d’un heder puis de l’école de l’alliance israélite universelle. Il voyage en Suisse, où il suit les cours de l’université de Lausanne puis l’ingéniérie électrique à l’école polytechnique de Zurich.
En 1920, il va au Royaume-Uni où il travaille comme ingénieur en électricité[réf. nécessaire]. En 1922, il retourne à Jaffa, où il ouvre une boutique de fournitures électriques. En 1933, Rokach épouse Esther Epstein.

## Carrière politique

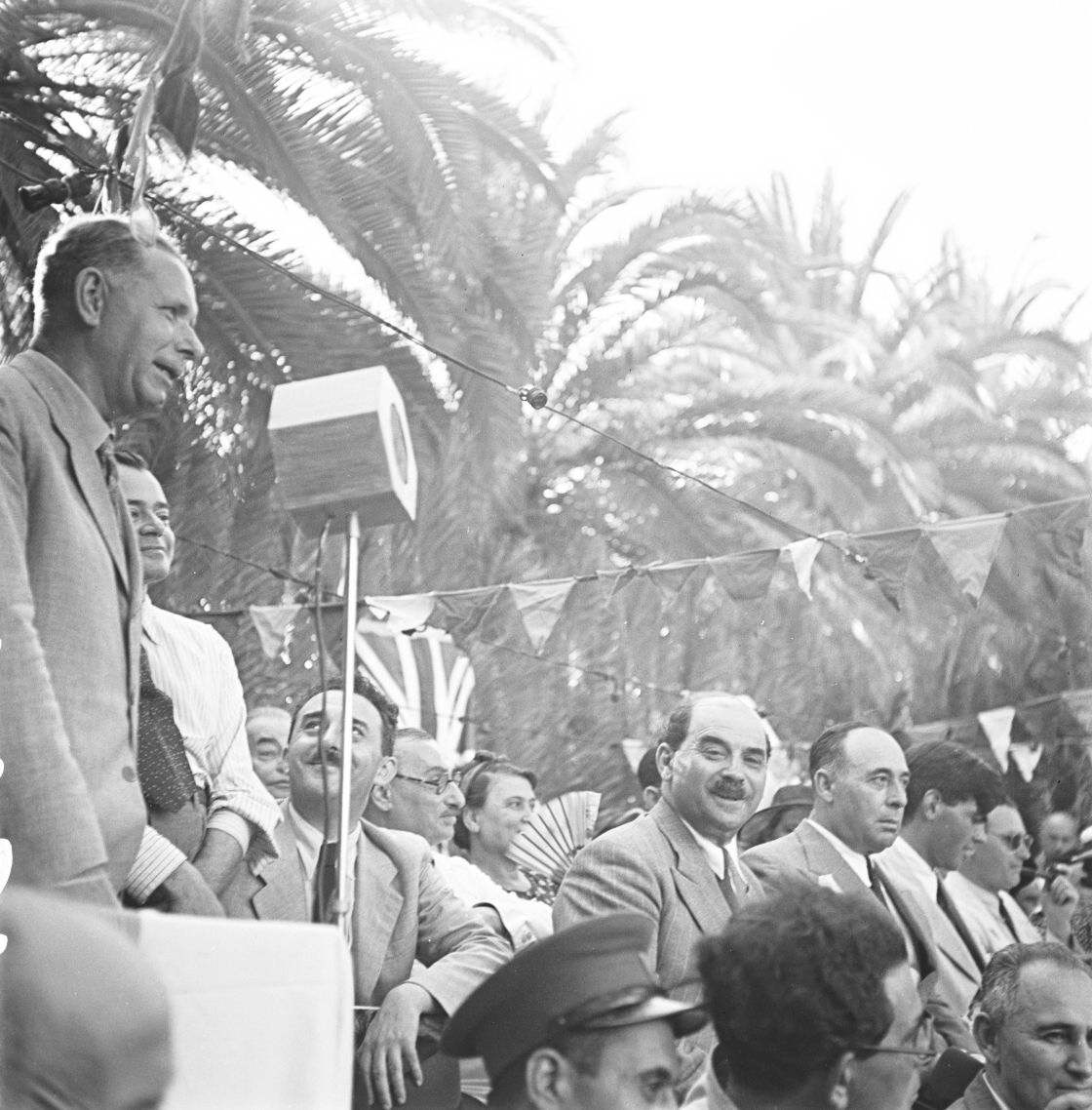
Israël Rokah discourant au micro en 1942 devant les Buffs du régiment Palestine.

Le premier poste public de Rokah est celui de conseiller de Jaffa, représentant les quartiers juifs de Neve Tzedek, Neve Shalom et Ohel Moshe. En 1922, il est élu au conseil municipal de Tel Aviv, sur la liste du parti Centristes unis. En 1929 il est fait adjoint au maire de Meir Dizengoff.
Après la mort de Dizengoff en 1936, le conseil municipal procède à une élection d’urgence pour le poste de maire. Rokah représente les partis de droite, mais est battu par Moshe Chelouche du parti des travailleurs. Cependant, le Haut-Commissaire britannique oblige le conseil à désigner Rokah pour le poste de maire. Malgré les protestations publiques, Rokah accepte de servir comme maire. Il en est récompensé de la décoration d’officier de l’ordre de l'Empire britannique.

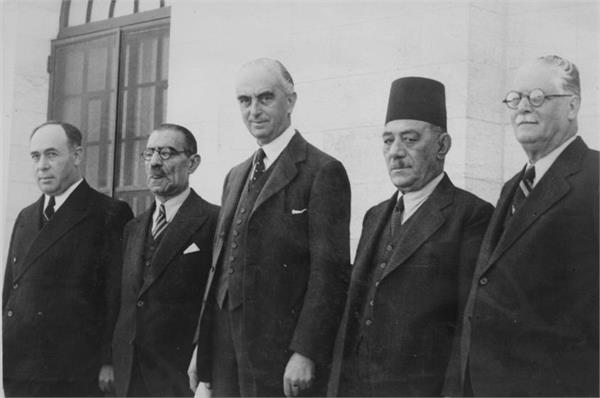
Le Haut-Commissaire Harold MacMichael avec les maires des principales villes de Palestine en 1942 : à partir de la gauche, Israël Rokach (Tel Aviv), Mustafa al-Khalidi (Jérusalem), MacMichael, Omar Effendi al Bitar (Jaffa), Shabtai Levy (Haïfa).

Pendant son mandat, Tel Aviv s’étend rapidement et sa population triple. Jaffa fusionne avec Tel Aviv en 1949, accroissant considérablement sa population, bien que Rokah ait été initialement opposé à la fusion.
La révolte arabe de 1936-1939, la Seconde Guerre mondiale et la guerre israélo-arabe de 1948-1949 arrivent toutes durant son mandat, dont l’opération Hametz — l’encerclement et la prise de Jaffa, qui aboutit au premier affrontement direct entre l’armée britannique et l’Irgoun. Pendant cette période, Tel Aviv est bombardée plusieurs fois, la première par l’Aeronautica Militare en 1940. Des abris souterrains et des systèmes de haut-parleurs sont installés, qui furent utilisés jusqu’en 1949, quand les Spitfires égyptiens tirent sur la ville. En août 1947, Rokah et d’autres responsables de la municipalité sont emprisonnés à Latroun pour avoir aidé des organisations juives clandestines. Il est libéré en septembre.
En 1948, lors de l’affaire de l’Altalena, il intervient pour se proposer comme intermédiaire, proposition rejetée par Ben Gourion. En 1952, Israel Rokah prononce son discours d’adieu et met fin à ses charges municipales. Il assume ses charges jusqu’à l’élection de Chaim Levanon le 13 avril 1953. Il est président du Maccabi World Union.
Il est député à la Knesset de 1949 à 1959, sur la liste des sionistes généraux. Durant ses deux premiers mandats, il est membre du comité des Finances.
Au gouvernement de 1952 à 1955, il est ministre de l’Intérieur. Il perd son poste dans les suites du premier procès Kastner, les sionistes généraux ayant refusé de soutenir le Mapaï lors de la motion de défiance soumise par le Hérout et le Mapam. Il s’était opposé, au sein du conseil des ministres, à ce que le gouvernement fasse appel de la décision du juge Halévy. Pour cette raison, une bombe fut déposée devant son domicile.
Mort en 1959, il est enterré au cimetière Trumpeldor de Tel Aviv.

## Hommages
En 2008, la poste israélienne lui consacre un timbre.
Le prix Rokah, récompensant un architecte, porte son nom.